# Могошани (Горж)
Могошани (рум. Mogoșani) насеље је у Румунији у округу Горж у општини Скоарца. Oпштина се налази на надморској висини од 281 m.

## Становништво
Према подацима из 2002. године у насељу је живело 270 становника, од којих су сви румунске националности.